# Kate Alexa
Kate Alexa Gudinski, née le 2 mars 1988 à Melbourne, est une chanteuse pop australienne.
Elle est la fille du promoteur musical Michael Gudinski. 

## Biographie

### Débuts
Kate Alexa étudie à la Melbourne Girls Grammar.
La carrière de Kate Alexa a débuté à 13 ans lorsqu’elle écrit sa première chanson. L’année suivante, elle commence à faire des démos. Colors of the Rainbow a été la première chanson qu’elle a enregistré. Puis, elle a signé un contrat avec Liberation music en 2004.

### Carrière

#### Broken & Beautiful (2004-2006)
En 2004, son single Always There est sélectionné comme bande originale de la série Summer Bay (Home and Away). Cela lui permet de franchir un grand pas dans sa carrière et lui attire de nombreuses personnes voulant en savoir plus sur cette chanson.
En 2005, elle termine sa douzième année à la Melbourne Girls Grammar School où elle étudie la photographie, l’anglais, le droit et l’informatique. En parallèle, elle sort son deuxième single My Day Will Come. Cette chanson fait partie du Top-30. La même année elle devient diplômée du lycée.
Pour son dix-huitième anniversaire, en 2006, elle sort son 3e single All I hear. Alors qu’elle fête son anniversaire, elle souffre de la mononucléose infectieuse et, à cause de cela, est dans l’incapacité de promouvoir sa chanson. La chanson culmine à la 9e place du classement Australien « ARIA Singles Chart » et Kate Alexa déclare « Passer dans le Top-10 a été un sentiment incroyable. Cela signifiait tellement pour moi que les gens aient fait la promotion de la chanson »[réf. nécessaire].
Le 4 septembre 2006, elle sort son 4e single Somebody Out There, nouveau titre au Top-30. Le 23 septembre, sort son album Broken & Beautiful.

#### Intervalle entre ses albums (2007-2008)
En 2007, Kate Alexa écrit et enregistre douze chansons originales plus la chanson thème Ordinary Girl et deux chansons de Broken & Beautiful pour la bande son de la deuxième saison de la série australienne H2O: Just Add Water.
Fin 2007, elle fait équipe avec le producteur australien Molly Meldrum (en) et le rappeur américain Baby Bash pour enregistrer une reprise de la chanson des Womack & Womack, Teardrops.
En février et mars 2008, elle accompagne Cyndi Lauper lors de sa tournée nationale en Australie. Les morceaux joués pendant la tournée, confirment trois nouvelles chansons qui peuvent apparaître sur son second album, Nothing Compares, Cherry Pop et Hit by Love.
Le 16 avril 2008, Broken & Beautiful sort au Japon avec deux titres bonus, Walk On et une version acoustique de Always There. L’album n’a pas recueilli beaucoup d’attention lors de sa sortie et par conséquent, n’a pas eu énormément de succès.

#### Infatuation
Début 2008, Kate a travaillé sur son deuxième album studio intitulé Infatuation. La sortie de cet album était prévue pour la fin de l’année 2008 mais, après de nombreux retards, l’album est sorti le 17 août 2012. Son site officiel affirme qu’elle fait son retour avec un nouveau son qu’elle décrit comme « pop avec une longueur d'avance ».
Deux singles (la chanson titre et X Rated) et des vidéos sont sortis avant l’album de 2011. Aucun des singles de l’album n’est apparu dans les charts Australiens.

## Vie privée
Kate Alexa sait jouer du piano et apprend la guitare. Elle a déclaré que la photographie était un de ses passe-temps pendant qu’elle était à l’école. Elle écoute des artistes comme Alanis Morissette, Oasis, Skyhooks, et Madonna. Elle a également dit qu’elle est intéressée par la mode, elle crée des chaussures comme par exemple, des ballerines.

## Discographie
- 2006 : Broken & Beautiful
- 2007 : H2O: Just Add Water
- 2012 : Infatuation